# General Electric GEnx
General Electric GEnx (General Electric Next-generation) je novejši, visokoobtočni turboventilatorski reaktivni motor ameriškega podjetja General Electric, ki se uporablja na letalih Boeing 787 in Boeing 747-8. Dizajniran je bil kot naslednik CF6.

## Načrtovanje in razvoj
GEnx uporablja tehnologijo iz njegovih predhodnikov CF-6 in GE90. Imel bo kompozitni ventilator in kompozitno ohišje motorja.GEnx bo izdelan v dveh glavnih različicah, manjši motor bo poganjal Boeing 747-8 (GEnx-2B67), večji pa Boeing 787. Poraba goriva bo 15-20% manjša kot pri njegovih predhodnikih, CF-6 in RB211 . Prav tako bodo manjše emisije NOx in hrup motorja. Na Boeingu 787 bo nameščena (ang. bleedless) različica, kar pomeni da bo presurizacija potniške kabine izvedena električno in ne pnevmatsko z uporabo kompresorja motorja, kot pri sedanjih letalih..
Prvi polet GEnx motorja je bil na predelanem 747 22. febraurja 2007

## Začetne težave
Sprva je imel GEnx težave z nizkotlačno turbino zaradi nepravilnega sestavljanja motorja. . Potem je tovorni Boeing 747-8F imel težave z zalejevanjem na višini čez 40.000 čevljev, dva motorja sta imela problem z nepravilnim tokom zraka, tretji je izgubil precej moči, na srečo se je končalo s srečnim koncem.

## Tehnologija
Novosti pri GEnx:
- Premer ventilatorja 111 in (2,8 m) za 787-8 in 105 in (2,7 m) za7 47-8.
- Kompozitni ventilator z jeklenim sprednjim robom
- Lažje ohišje motorja iz kompozitnih materialov, tudi bolj odporno na temperaturno raztezanje
- Visoko obtočno razmerje 9.6:1
- Visokotlačni kompresor baziran na GE90-94B, z tlačnim razmerjem 23:1 v samo desetih stopnjah
- Kontrarotirajoče gredi motorja
- Nova zgorevalna komora (ang. TAPS twin annular premixed swirler) z manjšimi emisijami škodljivih plinov in povečano življenjsko dobo komponent vzdolž turbine[3], imela bo 22 šob, 8 manj kot pri CF6
- Manj sestavnih delov, uporaba blisk tehnologije, manjše število stopenj
- Nove tehnologije hlajenja lopatic turbine
- Lahko se bo zamenjalo samo propulsor (celoten motor brez ventilatorja), ventilator in ohišje pa bosta lahko ostala na krilu

## Tehnične Karakteristike
- Tip: Turbofan (turboventilatorski)
- Dolžina: 4,98 m (196 in)
- Premer: 3,66 m (144 in)
- Masa: 5.816 kg (12.822 lb)
- Konfiguracija
- Kompresor: aksialni, 1 ventilator, 4 stopenjski nizkotlačni, 10 stopenjski visokotlačni
- Zgorevalna komora: Obročasta
- Turbina: aksialna, 2 stopenjska visoktlača, 7 stopenjska nizkotlačna

- Največji potisk: 284 kN (63.800 lbf)
- Tlačno razmerje: 41
- Razmerje potisk/masa: približno 5:1

Na letalu Boeing 787 bo isti vmesnik za motor GEnx ali pa Rolls-Royce Trent 1000, kar je prvi tak primer v zgodovini komercialnih letal. .